# ひよこ侍
『ひよこ侍』（ひよこざむらい）は、2003年6月の「ゲーム甲子園」において優秀作品に選出され、同年9月にコンストラクションツール部門賞を受賞したRPGツクール2000製のロールプレイングゲーム。ベクターにおいて最新版であるver.1.02（2004年4月27日）が公開されている。

## ストーリー
ひよこの着ぐるみを着た「ひよこ侍」ことテューン=フェルベルを主人公とする。着ぐるみは幼なじみの少女ソラの形見であり、テューンは世界一の剣豪となることを目的に旅を続ける。道中では師の教えから剣に「すべてを捧げ」ており、たとえ親しい人物であっても斬ることをいとわない。
本作はテューンの壮絶な人生を描いたダークかつハードな作品とされ、ゲームオーバー時の画面は「衝撃的」であり「ブルーな気分になる」と評されている。そしてプレイヤーが「テューンの生き方をどう評価するか」によって、3種の異なるエンディングが用意されている。

## 戦闘システム
戦闘はシンボルエンカウント方式で発生する。サイドビュー画面においてプレイヤーキャラクターと敵キャラクターが対峙して、プレイヤーは敵との間合いを見計らって攻撃や防御を行う。通常の攻撃方法である「中段技」のほか、特殊な効果が備わった「上段技」や「抜刀技」に分類される攻撃が存在し、これらの技を使用するには戦闘前にあらかじめ設定を行う必要がある。

## 制作背景
本作は「戦略性のあるアクション」と「ゲームのメッセージ性」にこだわった作品であるという。制作にあたっては「壮快感があって奥深い戦闘を作るため、なるべくプレイヤーの動きを制限しないよう」注意し、また「普段ゲームをやらない人にもやってもらえるよう」あえて難易度は低くしたと述べている。そして「プレイしたあとにプレイヤーに考えさせ、場合によってはプレイヤーの生き方にまで影響を与えたい」というコンセプトに基づいた作品であるとしている。

## 評価
ベクターの「新着ソフトレビュー」では、「ストーリーに従いながら、ただひたすら敵と戦うことを目的としたゲームだが、この戦闘がなんともいえず絶妙のおもしろさを持っている」と評されている。またキャラクターのCGは小さく簡素でありながら、抜刀する時の構えなどの「動きや感覚がとてもリアル」であると評価されている。そしてストーリーについては、「人の死がこれほど印象に残るRPGはめずらしい」とされており、「かなりハードでダーク」なストーリーでありながら「ゲーム自体から受ける印象は悪くない」と評されている。
『フリーゲームマニアックス』（晋遊舎）では、「間合いの駆け引きを見事に表現した戦闘シーンが秀逸」と評されており、「テーマ性があるダークなストーリー展開」についても「他のRPGにはない魅力」であると評価されている。そして本作の主人公については、「最強の剣士を目指すうちに、人間性までもが希薄になっていく姿は狂気を感じさせた」と評されている。
ツクールWebのコーナー「名作図書館」では、「それだけでもゲームとして成立しそうな戦闘システム」が特徴の作品と評されている。格闘ゲームのような高いアクション性を持つ本作の戦闘システムは、「RPGツクール作品としては随一と言っていい」と評価されている